# Anton Šulík
Anton Šulík (27. března 1931, Ružomberok-Černová – 11. ledna 1999, Bratislava) byl slovenský herec, otec herce a režiséra Martina Šulíka.
Po maturitě na gymnáziu studoval na odborné textilní škole v Ružomberku (1948-1950). V letech 1951-1957 byl členem Armádního divadla v Martině, 1957-1966 Divadla Petra Jilemnického v Žilině, 1966-1969 DSNP, scéna Žilina a od roku 1969 členem Divadla SNP v Martině. V době svých studií hrál v ochotnickém souboru Máj v Černové a později v souboru při ZK ROH v Rybárpoli. Aktivně spolupracoval jako režisér a instruktor s dalšími ochotnickými soubory.
V době sametové revoluce v listopadu 1989 moderoval v Žilině protikomunistické mítinky.
Na sklonku své kariéry hrál v loutkovém divadle v Žilině.

## Filmografie
- 1971 Keby som mal pušku (Vladův strýc)
- 1972 Letokruhy (rychtář)
- 1973 Dolina (velitel POHG)
- 1975 Horúčka (revizor)
- 1976 Jeden stříbrný (policista)
- 1976 Keby som mal dievča (partyzán)
- 1976 Koncert pre pozostalých (vojenský lékař)
- 1977 Penelopa (Lovčan)
- 1978 Zlaté časy (řezník)
- 1979 Blízke diaľavy (dělník)
- 1979 Postav dom, zasaď strom (Samo)
- 1980 Nevěsta k zulíbání (Tónův otec)
- 1980 Otec ma zderie tak či tak (Fiala)
- 1980 Pomsta mŕtvych rýb (ředitel školy)
- 1981 Nevera po slovensky (Malíček)
- 1981 Otec (rozhodčí)
- 1981 Vták nociar (horal)
- 1982 Na konci diaľnice (Valovič)
- 1982 Pavilón šeliem (předseda ROH)
- 1982 Predčasné leto (otec)
- 1982 Soľ nad zlato (kuchař)
- 1982 Tušenie (ředitel Krátky)
- 1984 V bludisku pamäti (major Haluza)
- 1985 Kára plná bolesti (Kupka)
- 1986 Cena odvahy (Brezina)
- 1989 Právo na minulosť (Gejza)
- 1989 Rabaka (príslušník Veřejné bezpečnosti)
- 1989 V meste plnom dáždnikov (Kubica)
- 1990 Šípová Ruženka (starý voják)
- 1992 Všetko čo mám rád (Tomášův otec)
- 1997 Orbis Pictus (páter)
- 1998 Je třeba zabít Sekala (Včelný)